# Hi (Texas)
Hi è il decimo album in studio del gruppo musicale scozzese Texas, pubblicato il 28 maggio 2021. Alcune delle canzoni sono state scritte durante il periodo di lockdown, a seguito della pandemia di Covid-19, in diverse località della Svezia, Scozia, Galles e a Los Angeles.

## Tracce
1. Mr Haze – 3:40
2. Hi – 2:51
3. Just Want to Be Liked – 3:01
4. Unbelievable – 3:31
5. Moonstar – 2:58
6. Dark Fire – 2:22
7. Look What You've Done – 3:11
8. Heaven Knows – 3:44
9. You Can Call Me – 3:11
10. Sound of My Voice – 3:35
11. Falling – 3:56
12. Hi (Single mix) – 2:51
13. Had a Hard Day – 3:04
14. Had to Leave – 3:19